# Leioproctus bigamicus
Leioproctus bigamicus là một loài Hymenoptera trong họ Colletidae. Loài này được Strand mô tả khoa học năm 1910.